# IceApe
IceApe was een opensource-internetsuite (softwarepakket) dat bestaat uit een webbrowser, e-mailclient, nieuwsprogramma, HTML-editor en een IRC-programma. IceApe is een afsplitsing van SeaMonkey, ontwikkeld door Debian.
De bedoeling van Debian is een versie van SeaMonkey aan te bieden die constant dezelfde basisbroncode gebruikt terwijl elke vorm van propriëtaire code en plug-inbibliotheken gebruikt door de Mozilla Corporation, die door freesoftwareadvocaten als niet vrij worden beoordeeld, worden verwijderd.
IceApe wordt niet meer onderhouden.